# Cloak and Dagger
Cloak and Dagger is een Amerikaanse avonturenfilm uit 1946 onder regie van Fritz Lang.

## Verhaal
Aan het eind van de Tweede Wereldoorlog vragen de geallieerden zich af wat de Duitsers en de Italianen weten over atoomwapens. Professor Alvah Jespers (Gary Cooper) moet contacten leggen met oude kennissen in Europa. Hij probeert eerst in Italië een zekere professor Polda te vinden. Diens dochter Maria blijkt te zijn ontvoerd door de Duitsers. Jespers probeert haar met hulp van vezetsstrijders te bevrijden, waarbij hij verliefd wordt op de verzetsstrijdster Gina (Lilli Palmer), wat zorgt voor extra complicaties.     

## Rolverdeling
| Acteur             | Personage              |
| ------------------ | ---------------------- |
| Gary Cooper        | Professor Alvah Jesper |
| Robert Alda        | Pinkie                 |
| Lilli Palmer       | Gina                   |
| Vladimir Sokoloff  | Polda                  |
| J. Edward Bromberg | Trenk                  |
| Marjorie Hoshelle  | Ann Dawson             |
| Ludwig Stössel     | Duitser                |
| Helene Thimig      | Katerin Lodor          |
| Dan Seymour        | Marsoli                |
| Marc Lawrence      | Luigi                  |
| James Flavin       | Kolonel Walsh          |
| Patrick O'Moore    | Engelsman              |
| Charles Marsh      | Erich                  |